# Lamberto I de Nantes
Lamberto I de Nantes (776 - entre 823 e 836) foi o Conde de Nantes e governador da Marca da Bretanha entre março de 818 e 831 e duque de Espoleto entre 834 e 836. Lamberto sucedeu seu pai Guy.

## Biografia
Lamberto I participou numa expedição realizada por Luís, o Piedoso em 818 contra os bretões, que tinham proclamado Morvan Lez-Breizh como seu rei. Em 822, um novo chefe Bretão, Wihomarc revoltou-se, não tendo sucesso uma vez que acabou por ter de se apresentar em Maio de 825 em Aachen ao domínio real. 
Em 831, Lamberto juntou-se á rebelião de Lotário I contra Luís, o Piedoso e em consequência disso acabou exilado nos Alpes, onde no entanto lhe foi dado o Ducado de Espoleto, em 834.

## Relações familiares
Foi filho de Guido de Nantes, Marquês da Marca da Bretanha e da nobre Waldrada, Lamberto I era tetraneto de Guérin, o primeiro Conde de Paris, e descendente em linha varonil dos primeiros Duques da Baviera; foi casado com Adelaide da Lombardia, filha de Pepino da Itália. Deste casamento nasceu:
1. Guido I de Espoleto, que viria a suceder ao pai no Ducado de Espoleto. Casado com Itta de Benevento. O filho de Guido I de Espoleto, Guido III de Espoleto[3]. um descendente de Carlos Magno por sua avó, Adelaide,  foi coroado imperador do Sacro-Império-Romano-Germânico.
2. Lamberto II de Nantes foi Conde de Herbauges.